# Оку (озеро)
Оку — озеро в Камеруне, расположено на склонах одноимённой горы, стратовулкана, высшей точки плоскогорья Адамава, на высоте 2219 м над уровнем моря. Оку — кратерное озеро.
Озеро — единственное известное место обитания лягушки Оку (Xenopus longipes).
Берега озера окружены туманными лесами Килум-Иджим, которые известны как место обитания некоторых эндемичных видов, также других редких представителей флоры и фауны.
У местного населения озеро послужило источником множества мифов.